# Nadzikambia mlanjensis
Nadzikambia mlanjensis là một loài thằn lằn trong họ Chamaeleonidae. Loài này được Broadley mô tả khoa học đầu tiên năm 1965.